# 亞當·維克托拉
亞當·維克托拉（英語：Adam Viktora，1996年9月6日—）為塞席爾游泳運動員。他代表塞席爾參加2016年夏季奧林匹克運動會50公尺自由式項目，在預賽時游出24.30的成績排名第56，未能晉級準決賽。